# Hardwick Hall
Hardwick Hall – budynek w hrabstwie Derbyshire zaprojektowany przez Roberta Smythsona po 1590 r.
W Hardwick Hall widać typową dla renesansowej architektury angielskiej wszechobecność prostej linii i przewagę okien w stosunku do zwartych ścian.
Budowla ta stanowi dynamiczna kulminację motywu szklanej klatki z silnymi akcentami wertykalnymi. Jego plan wprowadza nową italianizującą symetrię przez usytuowanie sieni po raz pierwszy w środku, prostopadle do korpusu budynku, podczas gdy średniowieczna wielka sień była zwykle sytuowana asymetrycznie. Sień nie jest już wykorzystywana  do spożywania posiłków, gdyż na pierwszym piętrze pojawiła się duża jadalnia, na pierwszym piętrze mieściły się także imponujące apartamenty właścicielki.

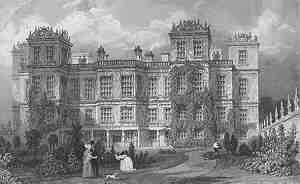
Hardwick Hall

Na drugim piętrze znajdowały się apartamenty paradne, a ponadto Długa Galeria i Wielka Wysoka Sala. Wprowadzenie dwóch niezależnych od siebie zespołów pomieszczeń-publicznych i prywatnych, rozpowszechnione później pod wpływem tego rozwiązania, wywodzi się prawdopodobnie z późnośredniowiecznego zwyczaju wyposażania królewskich zamków w osobne apartamenty dla króla i królowej.